# Липен (Монтанская область)
Липен (болг. Липен) — село в Болгарии. Находится в Монтанской области, входит в общину Монтана. Население составляет 407 человек.

## Политическая ситуация
В местном кметстве Липен, в состав которого входит Липен, должность кмета (старосты) исполняет Венчо Миладинов Латинов (коалиция в составе 6 партий: Новое время (НВ), Демократы за сильную Болгарию (ДСБ), ВМРО — Болгарское национальное движение, Болгарский земледельческий народный союз (БЗНС), Демократическая партия (ДП), Союз демократических сил (СДС)) по результатам выборов правления кметства.
Кмет (мэр) общины Монтана — Златко Софрониев Живков (независимый) по результатам выборов в правление общины.